# Вулиця Олексія Бездольного
Ву́лиця Олексія Бездольного — вулиця у Святошинському районі міста Києва, місцевість Ґалаґани. Пролягає від Ґалаґанівської вулиці до вулиці Рене Декарта.

## Історія
Вулиця виникла в середині XX століття під назвою Нова. З 1955 року мала назву Червонозаводська, яка, ймовірно, походить від назви заводу «Червоний екскаватор». Сучасна назва на честь українського лейтенанта ЗСУ Олексія Бездольного — з 2024 року.

## Пам’ятки природи
Поблизу будинку № 7 росте Величавий дуб — ботанічна пам'ятка природи місцевого значення. Дуб має 4,3 м в охопленні стовбура, його вік сягає 300 років. Висота дерева більше 20 м

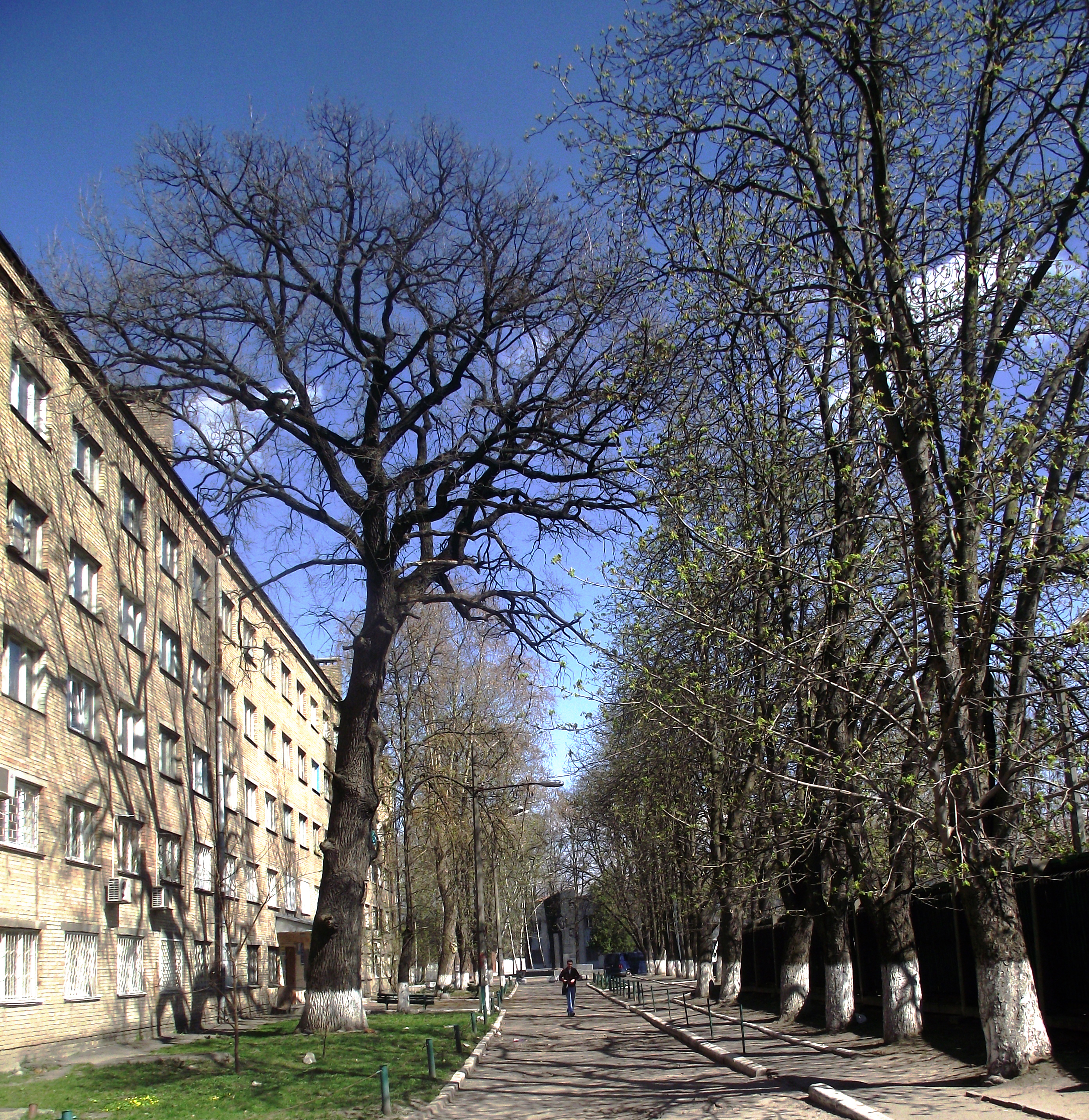
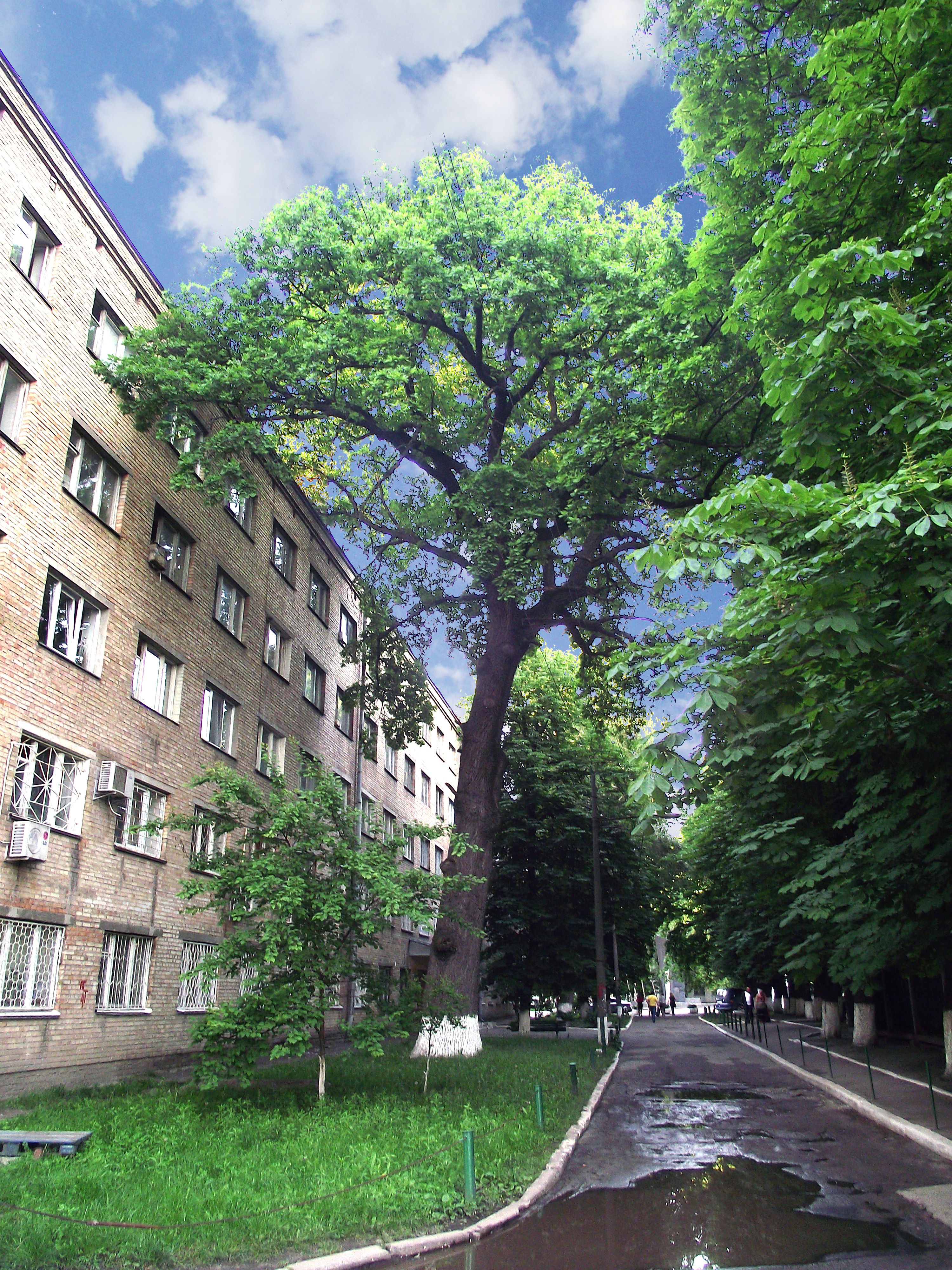